# Matti Haapoja
Matti Heikinpoika Haapoja, född 16 september 1845 i Storkyro, död 9 januari 1895 i Åbo, var en finländsk brottsling. 
Haapoja råkade redan på 1860-talet i klammeri med rättvisan för stölder och våldsbrott. Sitt första mord begick han 1869, då han tog en av sina barndomsvänner av daga. För detta dömdes han till 12 års tvångsarbete på Kakola i Åbo, därifrån han rymde flera gånger. År 1880 flyttades han på egen begäran till Sibirien, där han rymde från fängelset och begick flera mord. Efter sin återkomst till Finland 1890 strypte han brutalt en prostituerad i Helsingfors och fick i Skatuddens fängelse besök av Mathilda Wrede, som meddelade att han hade kommit till tro och ångrade sina dåd. Om detta var fallet är dock tveksamt. 
Haapoja, som hängde sig i sin cell på Kakola, blev Finlands mest berömda våldsbrottsling för att hans brottskarriär sammanföll med den finska tidningspressens stora expansion under 1800-talets sista decennier. Hans skelett var utställt på Kriminalmuseet fram till 1995, då det begravdes på kyrkogården i Ylistaro.